# Ostia, Rom

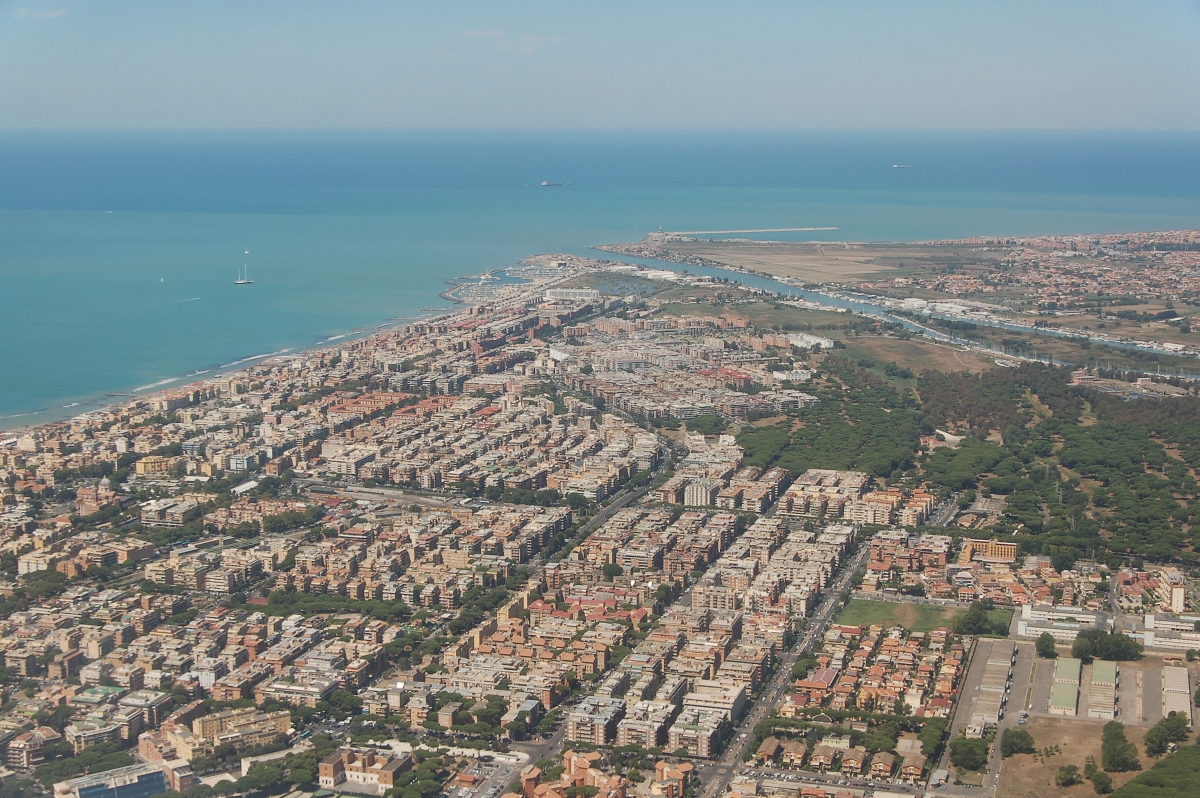
Panorama över Ostia.

Ostia eller Lido di Ostia är en frazione i Roms storstadsområde. Ostia ingår i Municipio Roma X och inbegriper distrikten Lido di Ostia Ponente, Lido di Ostia Levante och Lido di Castel Fusano. År 2014 hade Ostia 94 506 invånare.